# Црвене марке са ликом Лењина
„Црвене марке са ликом Лењина” је југословенски кратки ТВ филм из 1984. године. Режирао га је Александар Мандић који је написао и сценарио по тексту  Данила Киша.

## Улоге
| Глумац     | Улога |
| ---------- | ----- |
| Олга Савић |       |